# Mauer (Wien)
Mauer (1894–1938: Mauer bei Wien) ist eine ehemals selbstständige Ortschaft, heute Teil des 23. Wiener Gemeindebezirks Liesing und eine der 89 Wiener Katastralgemeinden.

## Geografie

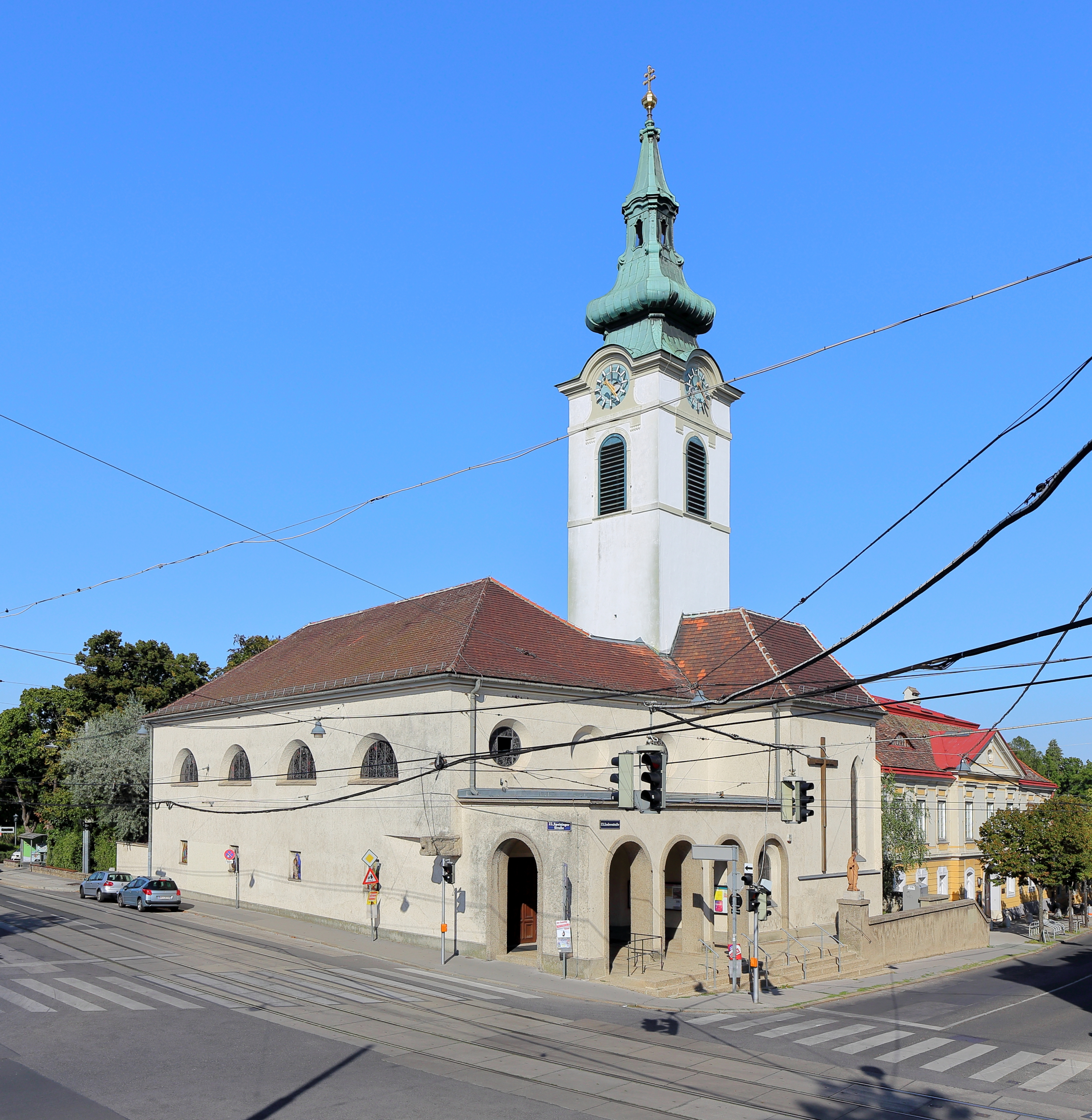
Pfarrkirche Mauer am Maurer Hauptplatz

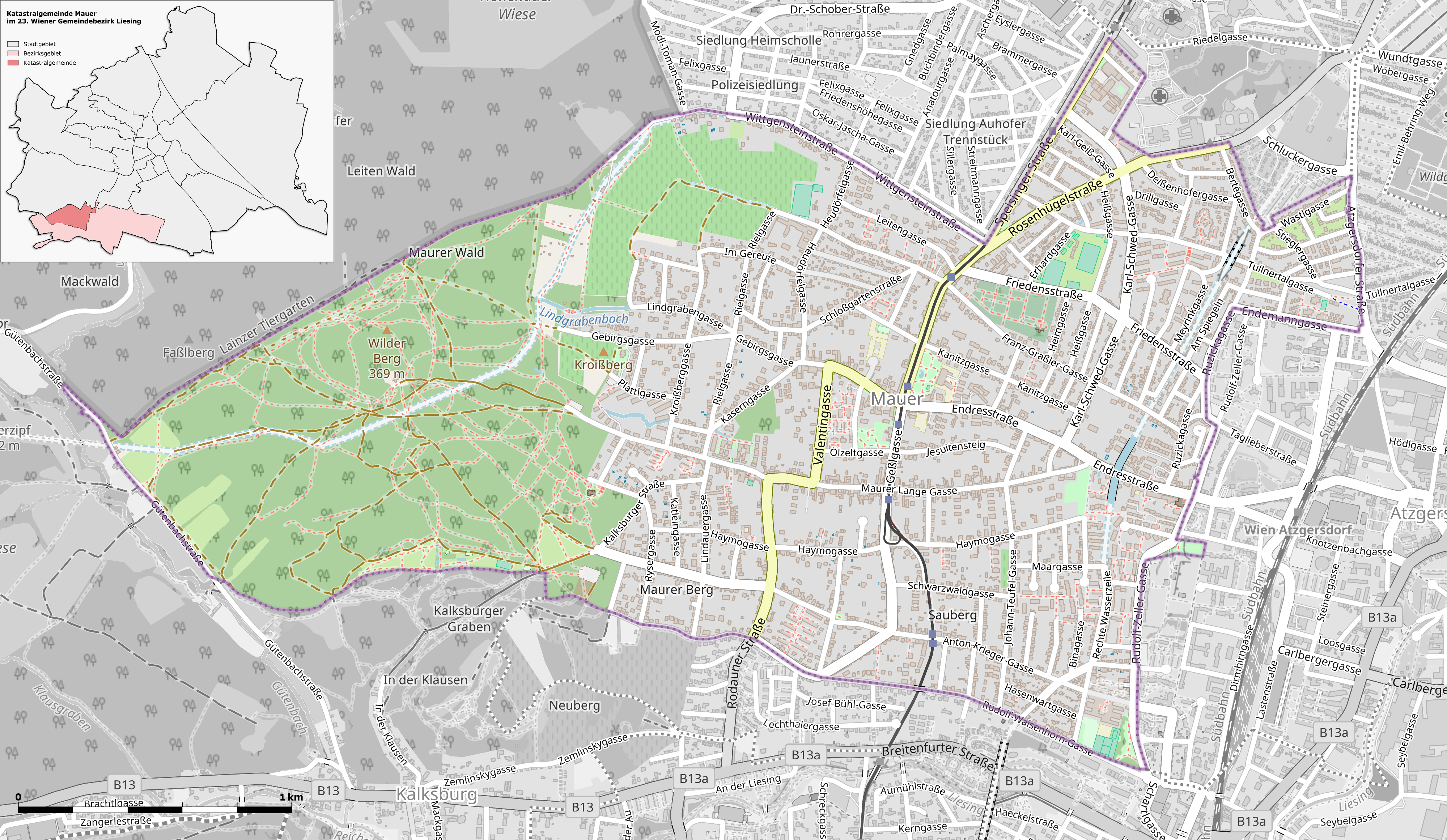
Katastralgemeinde Mauer im Wiener Bezirk Liesing

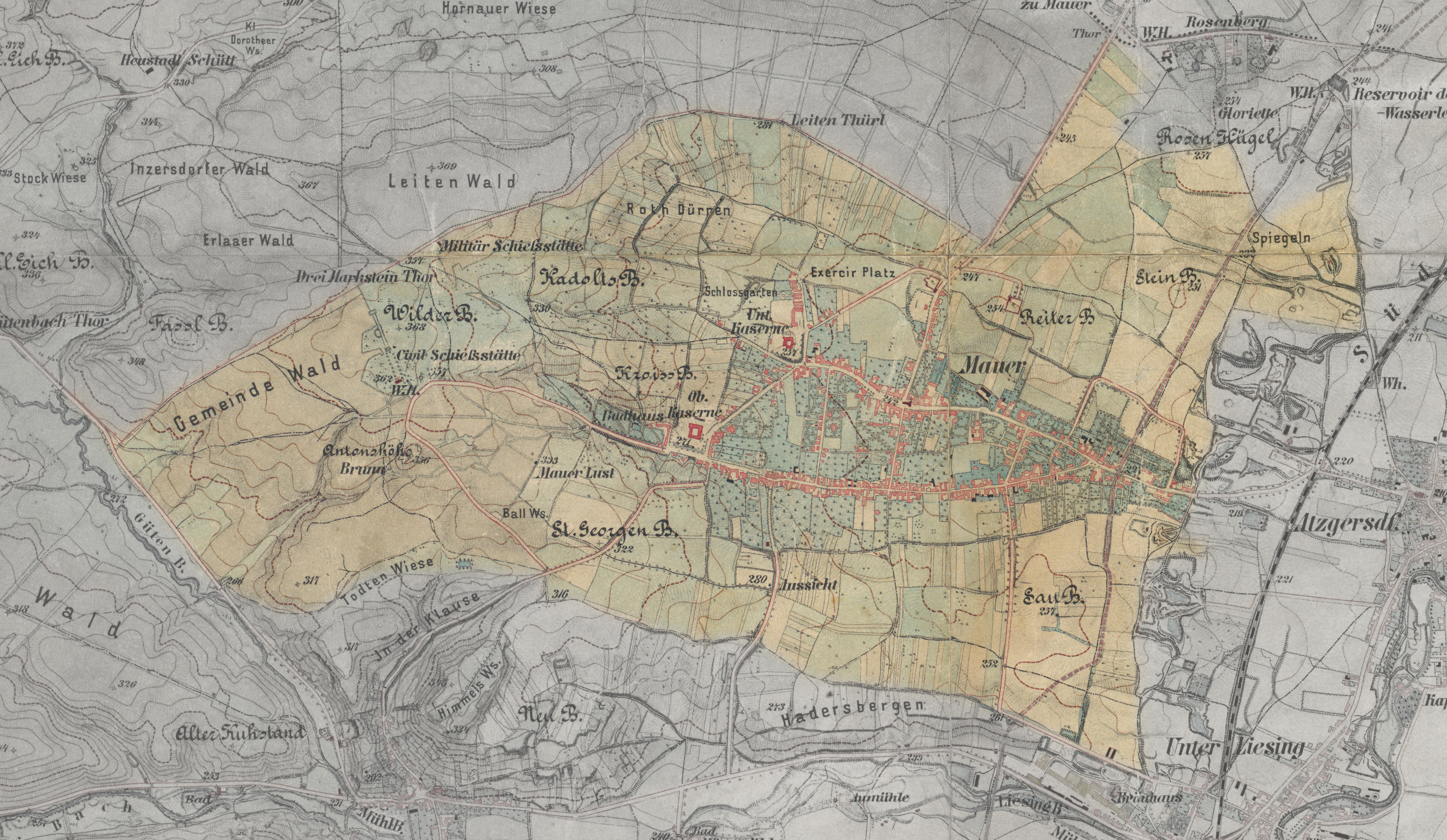
Das Gebiet der heutigen Katastralgemeinde Mauer auf einer Karte von 1872

Die heutige Katastralgemeinde Mauer nimmt eine Fläche von 639,57 Hektar ein und ist damit der nach Inzersdorf zweitgrößte Liesinger Bezirksteil.
Der Heurigen- und Villenort liegt am Rand des Wienerwalds und gehört zu den teureren Wohngegenden Wiens. Die Katastralgemeinde Mauer grenzt im Norden an die Hietzinger Katastralgemeinden Auhof (siehe Lainzer Tiergarten und Siedlung im ehemaligen Lainzer Tiergarten) und Rosenberg (im Hietzinger Bezirksteil Speising), im Osten an den Liesinger Bezirksteil Atzgersdorf, im Süden an den Bezirksteil Liesing und im Westen an den Liesinger Bezirksteil Kalksburg.
Im unverbauten Westen Mauers befindet sich mit dem auch als Gemeindewald bezeichneten und nördlich an den Lainzer Tiergarten grenzenden Maurer Wald ein Teil des Wienerwalds. Hier liegen der Wilde Berg (369 m) und die Antonshöhe (356 m), die beiden höchsten Erhebungen des Bezirksteils.
Östlich des Maurer Waldes schließen sich am Kroißberg (327 m) und Kadoltsberg mit den Rieden Leiten und Rotdürren Weinberge an. Südlich davon liegt auch der Georgenberg (330 m) mit der Wotrubakirche und dem Freilichtplanetarium Sterngarten, beide vom Ort aus gesehen im Vorfeld des Maurer Waldes. An der Rodauner Straße, Verbindung zu diesem Bezirksteil, scheint die besiedelte Höhe 280 (vom Georgenberg talwärts) auf dem Stadtplan als Maurer Berg auf.
Der Osten des Bezirksteils, jenseits des Maurer Hauptplatzes, besteht aus drei besiedelten Hügeln, die durch Täler voneinander getrennt und durch die Aquädukte Mauer und Speising der Ersten Wiener Hochquellenwasserleitung  verbunden sind. Es sind dies – von Norden nach Süden – der Südhang des Rosenhügels (258 m), der Steinberg (251 m) und der Sauberg (259 m). Der gegen die Speisinger Straße hin gelegene Teil des Steinbergs mit dem Friedhof Mauer wird als Reiterberg bezeichnet (256 m).
Der bereits in den Bezirksteilen Liesing und Rodaun gelegene südliche Teil des Saubergs fällt in das Tal des Liesingbachs ab. Am Ostrand des Maurer Walds entspringen der Asenbauergraben, der Knotzenbach bei der Minichlacke und der Lindgrabenbach, die, in Bachkanäle eingeleitet, durch das besiedelte Ortsgebiet Richtung Liesingbach fließen. Unweit des Pappelteichs im Süden des Maurer Walds hat der Kalksburger Graben seinen Ursprung, der weiter Richtung Süden durch Kalksburg verläuft.
Das Gebiet von Mauer gehört großteils zur geologischen Stufe des Sarmatiums. Südlich des Maurer Hauptplatzes wird ein kleines Gebiet zum Badenium gezählt. Der zum Gütenbachtal abfallende Teil des Maurer Walds wird zur südlichen Flyschzone gerechnet. Die geologischen Untersuchungen beim Bau eines Wasserspeichers im Lainzer Tiergarten bei Mauer lieferten eingehenden Aufschluss über die Gesteine, auf denen sich das ehemalige Gemeindegebiet befindet, es wurden auch Hinweise auf die Tätigkeit eines kleinen Vulkans gefunden. Auch an anderen Stellen in Mauer und Umgebung wurden vulkanische Gesteine (Pikrite, Tuffe) beobachtet. An den Gesteinen wurden Bohrlöcher von Meermuscheln beobachtet. Die Aktivität der Vulkane fand schätzungsweise vor ungefähr 12 Millionen Jahren statt und wäre somit in das Miozän einzuordnen.

## Geschichte
In der Jungsteinzeit befand sich auf der Antonshöhe in Mauer ein 1929 entdecktes Hornsteinbergwerk. Der abgebaute rotpatinierende Radiolarit ist zur Herstellung von Feuersteingeräten gut geeignet. Das älteste österreichische Industriedenkmal wird anhand der Funde auf etwa 4000 v. Chr. (jüngere Bemaltkeramische Kultur/Lengyel-Kultur) datiert.
An der östlichen Grenze von Mauer zu Atzgersdorf verläuft auf der Höhe der Straßen Rudolf-Zeller-Gasse – Ruzickagasse – Tullnertalgasse unterirdisch die Trasse einer ehemaligen römischen Wasserleitung zum Legionslager Vindobona. Es wurden Reste der Leitung an mehreren Stellen gefunden. Ein Stück der Leitung lag an der Kreuzung der Rudolf-Zeller-Gasse mit der Anton-Krieger-Gasse, bei der Tullnertalgasse wurden Reste eines Aquädukts aufgedeckt.
Die erste vorhandene urkundliche Erwähnung des Ortes trug das Datum 1210. Im Mittelalter wurde der Weinbau eingeführt, der in Mauer bis heute betrieben wird. 1609 gelangte der Ort in den Besitz der Jesuiten, die die Grundherrschaft bis 1773 ausübten. 1775–1918 befanden sich zwei Kasernen in Mauer.
Im Biedermeier wurde der Ort als Sommerfrische wohlhabender Wiener beliebt. Die feudale Grundherrschaft wurde 1848 / 1849, wie in ganz Österreich, aufgehoben; 1850 wurde Mauer als autonome Ortsgemeinde des Erzherzogtums Österreich unter der Enns (Niederösterreich) konstituiert. 1867 wurde der heutige Friedhof Mauer geweiht. 1883 wurde eine von Hietzing nach Perchtoldsdorf verkehrende Dampftramwaylinie durch Mauer geführt; sie wurde, nunmehr Linie 60, 1912 elektrifiziert und verkehrt bis Rodaun bis heute.
1892 wurde der östliche Teil des heutigen 13. Bezirks, Hietzing, nach Wien eingemeindet; Mauer wurde damit beim Bezirksteil Speising unmittelbarer Nachbar der Hauptstadt der Monarchie.
1908 trat Mauer im Norden des Gemeindegebiets das Areal der bei diesem Anlass neu gebildeten Katastralgemeinde Rosenberg an Wien ab; Voraussetzung dafür, dass dort die Rothschild-Stiftung bis 1912 ein neurologisches Spital errichtete.
1925–1929 wurde das Projekt Flughafen Mauer betrieben. 1927 wurde Mauer in Niederösterreich zur Marktgemeinde erhoben. Am Tag der Markterhebungsfeier wurde in Mauer eine große Wienerwald-Ausstellung eröffnet, unter anderem begleitet von einer Versammlung der Interessenten der Wienerwaldbahn.
Am 15. Oktober 1938 wurde Mauer mit vielen anderen Umlandgemeinden von der NSDAP-Diktatur in Groß-Wien eingemeindet und gehört seitdem – ausgenommen die SAT-Siedlung und benachbarte Siedlungen im Vorfeld des Lainzer Tiergartens, die zum 13. Bezirk gelangten – zum Gemeindebezirk Liesing; das war bis 1954 der 25. und ist seither der 23. Bezirk.
Ab 1938 gab es Pläne, im Gebiet südlich der Rosenhügel-Filmstudios bis zur Friedensstraße (Leitenwald, Niederreiterberg) einen Betriebsbahnhof und Abstellanlagen für die U-Bahn-Linie 1 zu bauen. Die U-Bahn-Personenstation Rosenhügel wäre an der Speisinger Straße bei der Siedlung Auhofer Trennstück gelegen. Eine U-Bahn-Linie bis Mödling wäre ungefähr den Trassen der Straßenbahnlinien 60 bzw. 360 gefolgt.
1945–1955 gehörte Mauer (wie der ganze Bezirk) besatzungsrechtlich nicht zur Vier-Sektoren-Stadt Wien, sondern zum sowjetisch besetzten Niederösterreich. Bei der 1954 durchgeführten Rückkehr vieler 1938 eingemeindeter Orte zu Niederösterreich blieb Mauer aber in Wien.
Bei der Volkszählung in Österreich 1951 hatte der Ort 7020 Einwohner. Heute leben rund 17.000 Menschen in Mauer.

## Kultur und Sehenswürdigkeiten

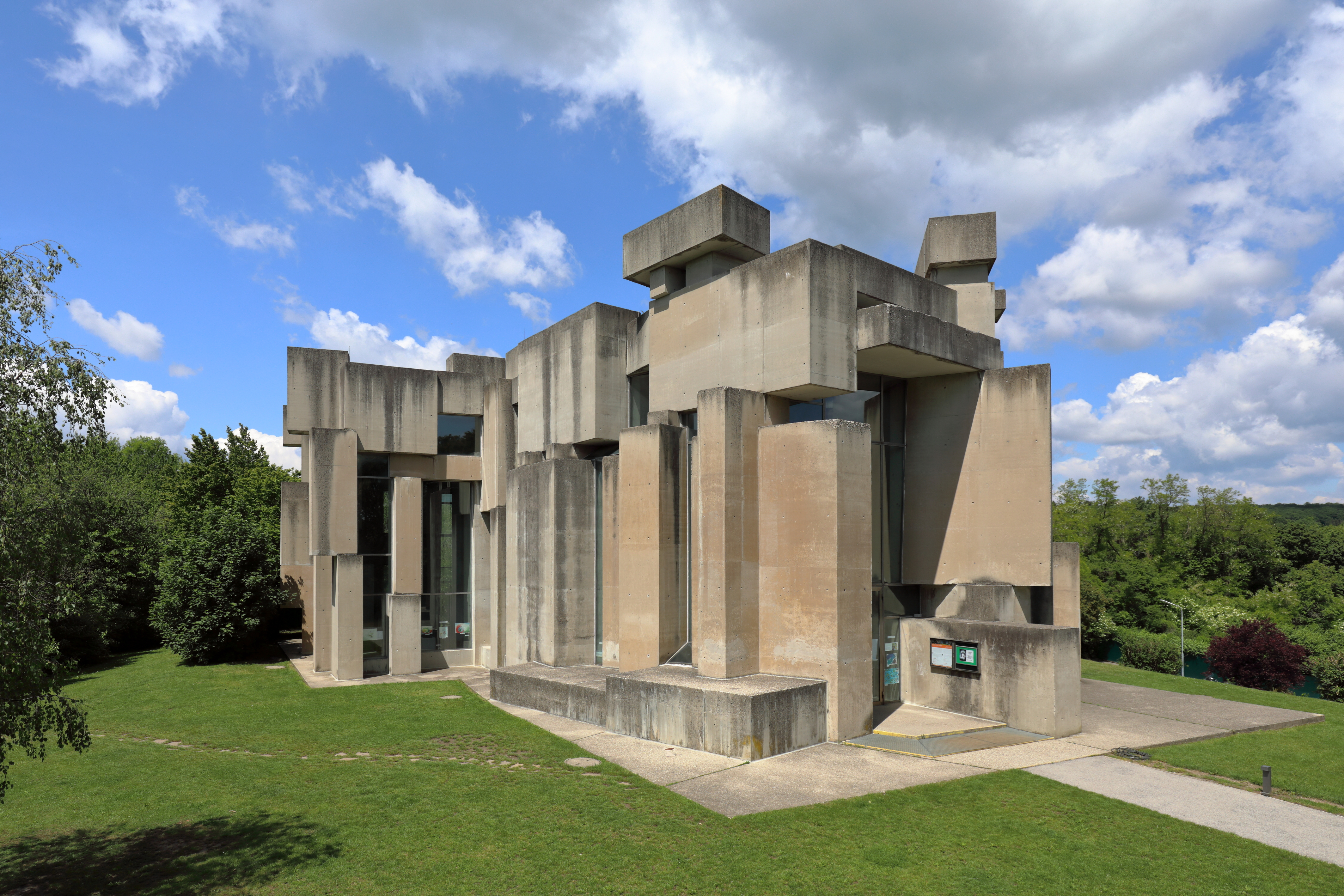
Wotrubakirche am Georgenberg

Das Ortszentrum um Maurer Hauptplatz und Endresstraße sowie die Villen in der Maurer Lange Gasse werden von der Stadt Wien als bauliche Schutzzone zusammengefasst, eine weitere Schutzzone befindet sich um das ehemalige Redemptoristinnenkloster.
Die Pfarrkirche Mauer im Ortszentrum weist einen spätgotischen Chor sowie Glasfenster und Mosaike von Albert Paris Gütersloh auf und wurde von 1934 bis 1936 nach Plänen von Clemens Holzmeister stark umgestaltet. Am Georgenberg befindet sich die so genannte Wotrubakirche, die von 1974 bis 1976 nach einem Modell des Bildhauers Fritz Wotruba aus übereinander geschichteten Betonblöcken geschaffen wurde. Weitere Sakralbauten im Bezirksteil sind das von 1873 bis 1883 erbaute Mechitaristen-Kloster in der Maurer Lange Gasse, die historistische Erlöserkirche in der Endresstraße, die 1908/09 von Theodor Ruf als Kirche und Konvent der Redemptoristinnen erbaut wurde, und die Pfarrexpositur Am Spiegeln aus den Jahren 1960 bis 1962. Letztere plante der Architekt Kurt Stögerer, für die Ausführung war Bruno Buchwieser junior verantwortlich. Im Garten des 1894/95 erbauten Kindergartens St. Erhard der Pfarre Mauer steht die denkmalgeschützte Friedhofskapelle des alten Maurer Friedhofs aus dem Jahr 1823.
Im historischen Ortskern von Mauer sind mehrere Gebäude aus dem 17. Jahrhundert erhalten. Dazu zählt das aus einem Herrschaftshaus und einem Meierhof bestehende Maurer Schlössel, das ursprünglich von den Jesuiten genutzt wurde und in dem heute die Rudolf Steiner-Schule Wien-Mauer untergebracht ist. Das ehemalige Amts- und Pfarrhaus mit der Adresse Maurer Hauptplatz 10 ist 1625 urkundlich bezeugt. Das ehemalige Maurer Gemeindehaus in der Maurer Lange Gasse stammt aus der zweiten Hälfte des 17. Jahrhunderts, wurde jedoch im 20. Jahrhundert stark umgestaltet. Beim Freisinger Hof handelt es sich um eine 1527 erstmals genannte und in der heutigen Form aus der Zeit um 1840 stammende Gutsverwaltung des Bistums Freising. An der Endresstraße steht das Mauerlahn-Schlössel, das in der ersten Hälfte des 18. Jahrhunderts und vermutlich unter Einbeziehung eines spätmittelalterlichen Vorgängerbaus errichtet wurde. Das Haus mit der Adresse Maurer Hauptplatz 9 wurde 1766 unter Maria Theresia erbaut und diente damals als Volksschule. Mittlerweile gehört das Haus seit mehreren Generationen der Winzer-Familie Zahel, die dort ihren Heurigen-Betrieb führt.
In Mauer befinden sich auch mehrere architekturgeschichtlich interessante Wohngebäude und Wohnanlagen. Das Gräflich Breda’sche Landhaus in der Maurer Lange Gasse wurde von 1851 bis 1853 von Ludwig Förster für Ludwig Graf Breda erbaut. 1935 wurde der Mitteltrakt des Landhauses aufgestockt. Beim Körnerschlössl in der Kaserngasse handelt es sich um eine 1862 erbaute und 1992 restaurierte Villa mit Elementen des Tudorstils. In der Haymogasse befinden sich die 1897/98 von Gustav Korompay erbaute Villa Rosa und die 1905 für Emanuel Braun errichtete Villa Braun. Ein markantes Wohngebäude an der Speisinger Straße ist die 1897 erbaute Villa Erna. In der Geßlgasse 4a befindet sich das so genannte Ölzeltschlössl, benannt nach Anton Ölzelt, der sich um 1860 in Mauer niederließ und u. a. als Obmann des Komitees für die Verschönerung des Ortes wirkte. Nach ihm ist auch die Ölzeltgasse in Mauer benannt.
Der Maurerwald und das Weinbaugebiet Mauer sind Teil des Landschaftsschutzgebiets Liesing. Gesondert als Naturdenkmal ausgewiesen sind unter anderem der Steinbruch auf der Antonshöhe, der Kiefern-Bestand am Georgenberg und der Bestand an Eichen und Schwarzkiefern beim Gasthaus Schießstätte. Große Teile Mauers, auch im bebauten Gebiet, gehören zur Entwicklungszone des Biosphärenparks Wienerwald.
Das Kriegerdenkmal am Maurer Hauptplatz erinnert an die Gefallenen der beiden Weltkriege.

## Medien
Über lokale Ereignisse in Mauer und Umgebung und im benachbarten Hietzinger Bezirksteil Speising sowie über ortsgeschichtliche Themen berichtet die fünfmal im Jahr erscheinende Mauer Zeitung (früher: Maurer Zeitung), die im Rahmen eines langjährigen Schulprojekts vom Liesinger Schulverein initiiert und herausgegeben wurde. Heutiger Herausgeber ist der Verein zur Förderung der Kommunikation in Mauer und Umgebung. Die Lokalzeitung hat eine Auflage von 28.000 Exemplaren (September 2020) und wird unter anderem von örtlichen Geschäftsleuten sowie vom WWFF gefördert.
Der Liesinger Schulverein betreibt seit 2006 die Internetpräsenz Mauer Online, die ebenfalls über lokale Ereignisse und Veranstaltungen informiert sowie einen Online-Zugang zur Mauer Zeitung beinhaltet. Seit 2008 betreibt der Schulverein auch die gleichgelagerte Internetpräsenz Speising Online für den Nachbarbezirksteil.

## Wirtschaft und Infrastruktur

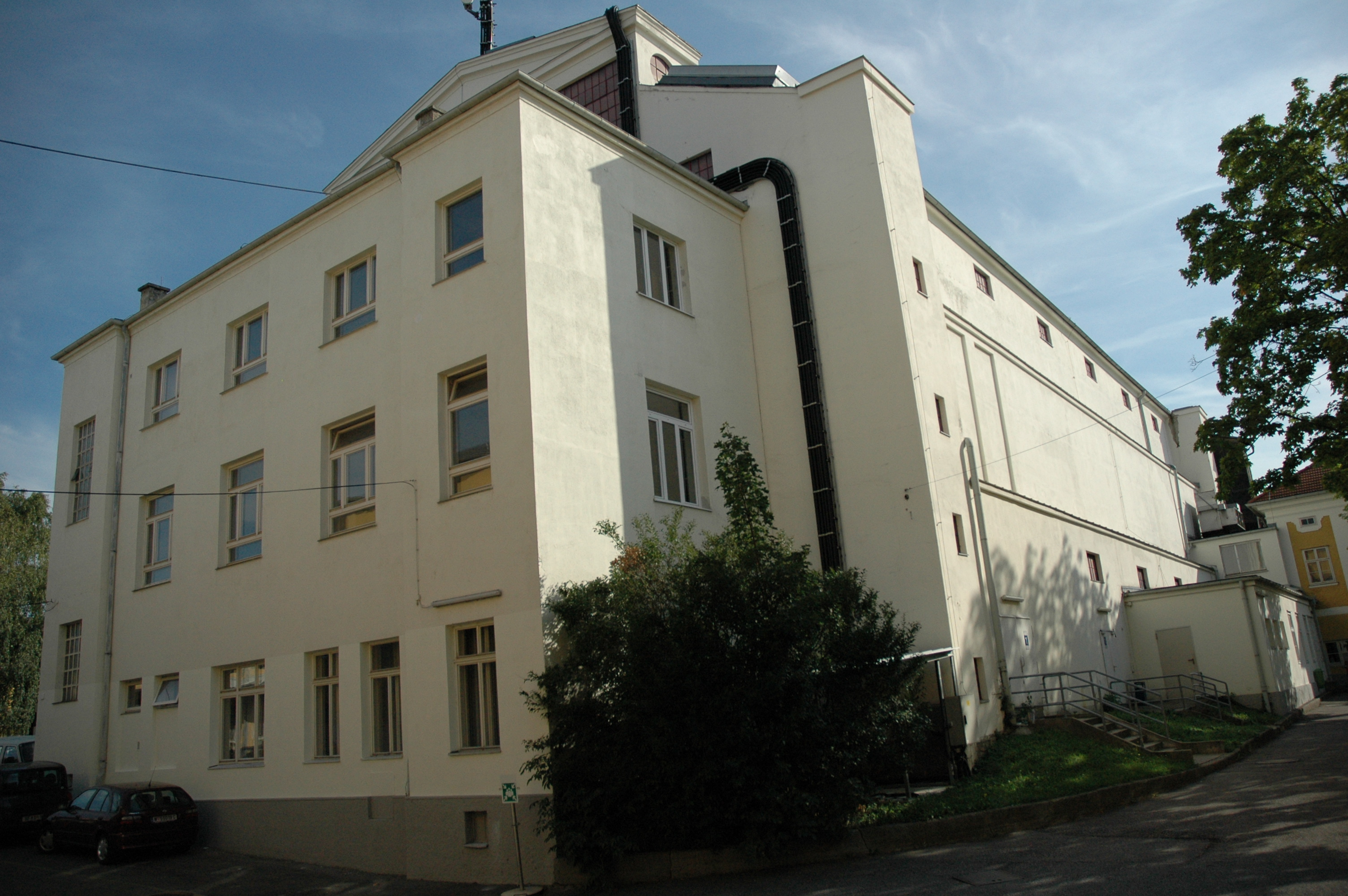
Haupthalle der Rosenhügel-Filmstudios

In Mauer bestehen kaum Industriebetriebe. Die von 1919 bis 1923 errichteten Rosenhügel-Filmstudios im äußersten Norden des Bezirks(teils) galten bei ihrer Eröffnung als die modernsten und größten Filmstudios Österreichs. Nahezu alle Gebäude des Filmstudios wurden 2016 abgerissen.
Die Wasserversorgung von Mauer beruhte ursprünglich auf Hausbrunnen und einer öffentlichen Brunnenanlage am Maurer Hauptplatz, bei Trockenheit entstand Wassermangel. 1844 wurde von Valentin (II.) von Mack (Enkel von Franz von Mack, 1794–1887) eine Wasserleitung aus dem Schwarzgraben (Lauf des Knotzenbaches zwischen Kroißberg und St. Georgenberg) erbaut, 1862 von der Gemeinde gemeinsam mit Anton Ritter von Oelzelt eine weitere aus den Ziegelbergen. 1910 wurde nach Verhandlungen mit der Stadt Wien, die unter anderem eine Gebietsabtretung am Rosenhügel umfassten (später Neurologisches Krankenhaus) ein Wasserreservoir am oberen Ende der späteren Wittgensteinstraße erbaut, das Ortsrohrnetz begonnen und am 15. Dezember 1910 der Anschluss an die Zweite Wiener Hochquellenwasserleitung eröffnet. Dieses Reservoir umfasste 1000 m³, blieb bis 1985 in Betrieb und wurde dann zu einer Schieberkammer umgebaut. An der Wittgensteinstraße befanden sich mehrere Bauten der Zweiten Wiener Hochquellenwasserleitung. Dazu gehören die Druckentlastungskammer Mauer und eine Übergangskammer, die beide 1908 erbaut wurden, ein um 1912 bis 1914 errichteter Schieberkammerbau und ein Dienstgebäude aus dem Jahr 1915. In der Druckentlastungskammer (später Wittgensteinstraße 131) wurde ab 1915 ein Elektrizitätswerk betrieben, das nach einem Generatorbrand am 13. Jänner 1973 stillgelegt und 2006 neu errichtet wurde. Der Bau des großen Wasserspeichers im Lainzer Tiergarten erfolgte 1935 bis 1937.
Im ehemaligen Maurer Rathaus aus dem Jahr 1887 ist eine Zweigstelle der Volkshochschule Liesing untergebracht. Die daneben liegende, 1868 / 1869 erbaute ehemalige Maurer Schule wird heute als „Goetheanistische Studienstätte“ genutzt. Das Gymnasium des Ursulinenkonvents am Maurer Berg befand sich ursprünglich bei der Kirche Sankt Ursula in der Inneren Stadt Wiens. Als von 1959 bis 1961 das neue Gebäude nach Plänen von Guido Gnilsen und Erich Eisenhofer erbaut wurde, übersiedelten auch mehrere Kunstobjekte aus der alten Ursulinenschule nach Mauer. Beim Schulzentrum Anton-Krieger-Gasse handelt es sich um eine öffentliche Schule, die in einem 1974 von Ferdinand Riedl errichteten Bau untergebracht ist.
Die Rudolf Steiner-Schule Wien-Mauer und die Karl-Schubert Schule, beide Waldorfschulen, befinden sich in Mauer. Die Karl-Schubert-Schule übersiedelte nach 30 Jahren von der Endresstraße 99 in die Kanitzgasse 1–3. Beide Schulen betreiben auch Waldorfkindergärten.
Mauer ist an das öffentliche Verkehrsnetz der Stadt Wien angeschlossen. Die Buslinien 56 A, 58 B und 58 A und die Straßenbahnlinie 60 der Wiener Linien verbinden Mauer bei der U-Bahn-Station Hietzing (Kennedybrücke) mit der U-Bahn-Linie U4 sowie der U-Bahn-Linie U3 beim Westbahnhof. Die Autobuslinie 60 A führt zur U-Bahn-Station Alterlaa der U6 und in die andere Richtung zum Bahnhof Liesing.
Der Bereich rund um den Maurer Hauptplatz dient den Einwohnern als Einkaufsviertel. Neben mehreren Lebensmittelhändlern finden sich vor allem in der Geßlgasse zahlreiche Geschäfte.

## Weinbau in Mauer

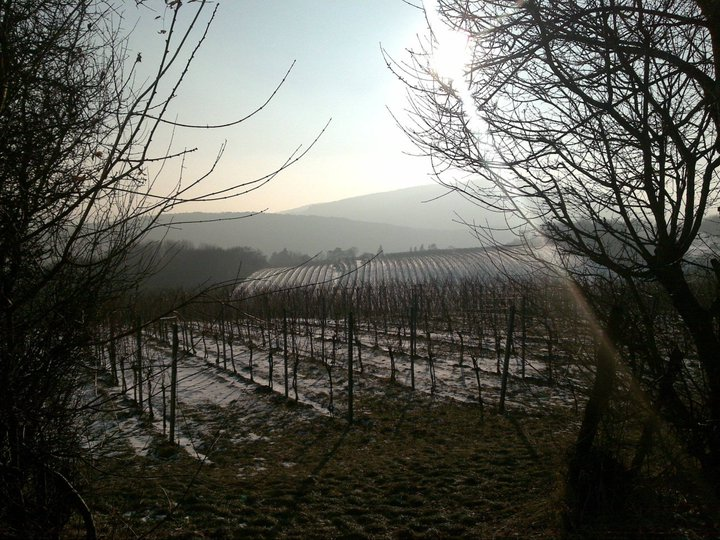
Am Maurer Berg: Blick Richtung Rieden Himmel und Neuberg.

Einer der wohl wichtigsten Wirtschaftsfaktoren in Mauer ist der Weinbau. Seit dem Spätmittelalter wird hier Wein angebaut. Archäologen wollen sogar wissen, dass bereits 750 v. Chr. in Wien Wein angepflanzt und auch getrunken wurde. Bis vor wenigen Jahrzehnten gab es in Mauer noch Dutzende Weinbaubetriebe, deren Anzahl allerdings nach und nach zurückging. Doch noch immer gibt es zahlreiche Winzer, die die Maurer Weinbau-Tradition fortführen und zum Teil national und international Beachtung finden. Die bekanntesten Maurer Winzer sind derzeit Michael und Karl-Heinz Edlmoser sowie Richard Zahel.
Das Maurer Weinbaugebiet erstreckt sich über etwa 50 Hektar und unterteilt sich in drei Lagen:
- Maurer Berg mit den Rieden Reisberg und Neuberg (beide schon in Kalksburg und Rodaun gelegen) sowie Himmel (früher In Rainen genannt[27]) und Sätzen (beide schon in Liesing gelegen)
- Kroissberg mit der Riede Schwirz
- Kadoltsberg mit den Rieden Kadoltsberg, Roth Düren, Leiten.

Der Kadoltsberg kann mit einer Fläche von knapp 25 Hektar als wichtigster Weinberg Mauers gesehen werden, wo unter anderem Rieslinge, Chardonnay, aber vor allem Gemischter Satz gedeihen. Die Südlage Leiten gilt als eine der besten der Gegend, wo vor allem große Rotweine entstehen. Auf dem Kroissberg, der kleinsten und am höchsten gelegenen Lage Mauers (327 m), werden ausschließlich Weißweine wie Gelber Muskateller und Sauvignon Blanc angebaut. Die zweitgrößte Lage, der Maurer Berg, ist ebenfalls für seine Weißweine wie Sauvignon Blanc, Gemischter Satz, Welschriesling oder Grüner Veltliner bekannt. Das Maurer Weinbaugebiet ähnelt von Klima und Boden her – im Gegensatz zu den Lagen im Norden Wiens – der vergleichsweise milden Thermenregion.
Sämtliche Maurer Winzer schenken ihren Wein in eigenen Heurigen-Lokalen aus, die meisten davon befinden sich heute in der Maurer Lange Gasse. Im Gegensatz zu vielen Heurigenbetrieben in Grinzing und Neustift am Walde werden die Lokale in Mauer kaum von Touristen frequentiert.

„Dafür gehört es – wie etwa auch im benachbarten Perchtoldsdorf – durchaus immer noch zum Lifestyle der Eingeborenen, ein- oder mehrmals pro Woche zum Heurigen zu gehen. Mit dem Effekt, dass sich die Betriebe in Mauer nicht nur verhältnismäßig gut hielten und auch keiner ernsthaften Verkulissung anheimfielen, vor allem aber mit überaus positiven Auswirkungen auf Mauers Weingärten: Fast alle der 47 Hektar Weingärten am Kadoltzberg, Kroissberg und Maurer Berg sind überaus gepflegt und vital, Brachen oder verwilderte, ungepflegte Weingärten existieren so gut wie nicht.“

Der Erfolg des Maurer bzw. Wiener Weins hat auch seine Schattenseiten. Der Platz in Wien ist begrenzt, die Grundstückspreise sind höher als in den benachbarten Regionen in Niederösterreich. Viele Winzer wollen oder können sich die hohen Preise nicht leisten, Immobilienspekulanten kaufen zu hohen Preisen, in der Hoffnung, dass die Weingärten in Bauland umgewidmet werden. Ein Problem, das auf Mauer nicht oder kaum zutrifft, da fast alle existierenden Weingärten gepflegt sind und bewirtschaftet werden. Doch die Gruppe Wien Wein, zu der mit Edlmoser und Zahel zwei Winzer aus Mauer zählen, machte im Frühjahr 2011 auf das bestehende Problem aufmerksam und forderte Denkmalschutz für die Wiener Weingärten. Die Stadtregierung ließ in der Folge verlautbaren, dass kein Weingarten in Bauland umgewidmet werden dürfe. Mittels jährlich aktualisierter Luftaufnahmen wolle man die Rebflächen vermessen und so Missbrauch vermeiden.

## Persönlichkeiten
Ehrenbürger
- Julius Angerer, Gemeindearzt (ernannt 1931)
- Primus Calvi, Bezirkshauptmann von Hietzing-Umgebung (ernannt 1898)
- Leo Dietz, Fuhrwerksbesitzer und Ortsschulratskassier (ernannt 1927)
- Engelbert Dollfuß, Bundeskanzler (ernannt 1934)
- Gustav Drasche, Villenbesitzer (ernannt 1889)
- Emil Fey, Sicherheitsminister (ernannt 1934)
- Richard Fleischhacker, Bezirkshauptmann von Hietzing-Umgebung (ernannt 1927)
- Silvester Früchtl, Rauchfangkehrermeister und Feuerwehrhauptmann (ernannt 1933)
- Franz Geßl, Pfarrer (ernannt 1933)
- Rudolf Glaser, Bürgerschuldirektor (ernannt 1923)
- Franz Graßler, Bürgermeister (ernannt 1909)
- Mauritius Klieber, Landtagsabgeordneter (ernannt 1934)
- Joachim Kohn, Gemeindearzt (ernannt 1885)
- Alfred Kühne, Gemeindearzt (ernannt 1906)
- Martin Lahner, Fleischhauer- und Fleischselchermeister (ernannt 1931)
- Jakob Lamm, Pfarrer (ernannt 1895)
- Josef Matzenauer, Bezirksrichter in Hietzing (ernannt 1882)
- Anton Ritter von Oelzelt, Gemeinderat und Hausbesitzer (ernannt 1886)
- Franz Ruzicka, Bürgermeister (ernannt 1927)
- Johann Nepomuk Schramm, Pfarrer (ernannt 1911)
- Ernst Rüdiger Starhemberg, Vizekanzler (ernannt 1934)
- Franz Waizenauer, Realitätenbesitzer (ernannt 1885)
- Moritz Zander, Bezirkshauptmann von Hietzing-Umgebung (ernannt 1908)
- Rudolf Zeller, Vizebürgermeister und Realitätenbesitzer (ernannt 1912)

Weitere Persönlichkeiten
- John Banner (1910–1973), Filmschauspieler
- Wilhelm Drill (1873–1942), Arzt, Holocaust-Opfer
- Manfred Adalbert Fischer (* 1942), Botaniker und Pflanzensystematiker
- Rudolf Girtler (1877–1952), Bauingenieur und Hochschullehrer
- Hanns Hörbiger (1860–1931), Begründer der Welteislehre
- Joseph Haßreiter (1845–1940), Ballettmeister, Choreograf und Regisseur
- Franz Hauke (1852–1915), Staatsrechtler, Rektor in Czernowitz und Graz
- Anton Hefft (1815–1900), Architekt
- La Jana (1905–1940), Tänzerin und Schauspielerin
- Gisbert Kapp (1852–1922), Maschinenbau-Ingenieur
- Hugo Franz Kirsch (1873–1961), Kleinbildhauer und Keramiker der Wiener Werkstätte
- Hans Kunke (1906–1940), Versicherungsbeamter und Widerstandskämpfer gegen das NSDAP-Regime
- Stefanie Kunke, geb. Jelinek (1908–1943), Lehrerin, Sozialistin und Widerstandskämpferin gegen das NS-Regime
- Ella Lingens-Reiner (1908–2002), Ärztin und Juristin, Widerstandskämpferin gegen das Naziregime
- Julius Mayreder (1860–1911), Architekt
- Karl Mayreder (1856–1935), Architekt
- Josef Meinrad (1913–1996), Kammerschauspieler[33]
- Bertha Neumann (1893–1944), Staatswissenschaftlerin, Holocaust-Opfer
- Anton Ölzelt (1817–1875), Baumeister in Mauer
- Oswald Panagl (* 1939), Sprachwissenschaftler
- Dominik Peterlini (1875–1944), Musiker und Chorleiter
- Heinrich XXXIII. Prinz Reuß zu Köstritz (1879–1942), Botschaftssekretär und Offizier
- Alexander Scherban (1886–1964), Maler
- Friedrich Schreyvogl (1899–1976), Schriftsteller, Publizist, Dramaturg und Kulturredakteur
- Marija Sklad-Sauer (1935–2014), Gesangspädagogin und Sängerin
- Matthias Strolz (* 1973), Politiker und Gründer von NEOS, Autor
- Oskar Thiede (1879–1961), Bildhauer und Medailleur
- Gerhard Weixelberger (1660–1728), Zisterzienser und Abt des Stifts Heiligenkreuz
- Bibiana Zeller (1928–2023), Burgschauspielerin